# Bentley Continental GT3
Chronologie des modèles (2013 - 2017)
La Bentley Continental GT3 est une voiture de course développée par Bentley Motors et homologuée dans la catégorie GT3 de la fédération internationale de l'automobile et de Stéphane Ratel Organisation. Elle est dérivée de la Bentley Continental GT, d'où elle tire son nom.

## Genèse du projet
Elle est dévoilée au public et à la presse lors du mondial de l'automobile de Paris 2012. L'année suivante, elle est présentée à l'occasion du festival de vitesse de Goodwood,,,.

## Histoire en compétition
En 2017, Bentley engage trois Continental GT3 aux 24 Heures de Spa via ses écuries clientes.